# Jagersplas
De Jagersplas is een meer nabij Het Kalf in de gemeente Zaanstad, gelegen ten noorden van Knooppunt Zaandam waar de A7 en A8 bij elkaar komen. Het is ontstaan door opspuitingen van zand voor aanleg van de A7 nabij Knooppunt Zaandam en de A8 (Coentunnelweg) in de periode van 1962 tot 1968.
Rondom de Jagersplas is een natuur- en recreatiegebied met (zwem)stranden en een omringend netwerk van kleinere sloten. Dit wordt het Jagersveld genoemd.
In het midden heeft de Jagersplas een diepte van circa 38 meter. Bij de afgraving werden veenlagen doorsneden, waardoor de bodem niet overal glooiend is maar er ook opstaande veenwanden zijn.

## Blauwalg
In de periode 2006–2012 werd de Jagersplas meerdere malen geplaagd door blauwalgenoverlast, waardoor tijdelijk zwemmen niet mogelijk was. De geringe waterdoorstroming in de ondiepe delen, gecombineerd met water op grote diepte dat niet circuleert naar de oppervlakte zijn hier waarschijnlijk debet aan. Men probeert met pompen en baggerwerkzaamheden in de aanvoerende waterwegen de doorstroming te bevorderen en daarmee de vorming van toxische blauwalg te voorkomen.

## Trivia
In de nabij gelegen woonwijk Het Kalf is een openbare basisschool met de naam De Jagersplas. In het omliggende Jagersveld is een restaurant annex partycentrum gevestigd dat de naam "De Jagersplas" draagt.